# LEGO Creator
LEGO Creator es otra de las series de productos para construir de la compañía de juguetes LEGO. La serie LEGO Creator consiste en bloques de Lego que permiten crear edificios, criaturas, vehículos y robots. Algunos sets incluyen instrucciones para hacer tres construcciones diferentes con los bloques incluidos, por eso la mayoría de los sets han incluido la etiqueta  '3 en 1' . Creator es la temática principal, ya que existe una gama de Lego Creator para adolescentes y adultos llamada Creator Expert, que proporciona técnicas avanzadas de construcción y gran cantidad de piezas para poder construir edificios modulares y vehículos. Otras temáticas existentes en la gama Creator son X-Pods y Mosaicos.

## Historia
El tema original llamado Creator se lanzó en 2001 y tenía figuras de gran tamaño, como las mascotas Tina y Max, dirigidas a un público más joven, pero se suspendió después de un año. En 2002, el nombre Creator se usó para conjuntos compuestos de bloques genéricos de Lego, que luego se convirtieron en "Make and Create" y luego en "Bricks and More". En 2003, un tema llamado "Designer" comenzó a tener sets específicos con bloques e instrucciones incluidas para construir múltiples modelos basados en un concepto, como vehículos o animales. En 2006, Lego comenzó a etiquetar sus sets de construcción bajo el tema "Creator". En 2004, un subtema llamado X-Pods, que consistía en construcciones similares más pequeñas incluidas en contenedores de tamaño de viaje, se incluyó bajo la marca Creator en 2006. Los X-Pods de 2006 también fueron los primeros sets de la gama Creator en usar el etiquetado "3-in 1 " en la caja, que luego se convirtió en una característica principal de los sets Creator. En 2007, la línea Creator introdujo dos conjuntos basados en la creación de Mosaicos bajo un subtema separado. El tema comenzó en 2011 a incluir minifiguras de Lego en sus conjuntos basados en edificios.

### X-Pods
Los X-Pods eran anteriormente un subtema de los sets Designer de 2004 a 2005, y pasó a la marca Creator en 2006. Los X-Pods eran pequeños contenedores portátiles que contenían pequeños conjuntos de bloques de Lego. Incluían una correa para unirlos y facilitar su movilidad y transporte. El tema X-Pod también tenía versiones más pequeñas en bolsas de plástico que fueron los primeros conjuntos Creator en usar el etiquetado 3-en-1 en 2006.

### Creator Expert

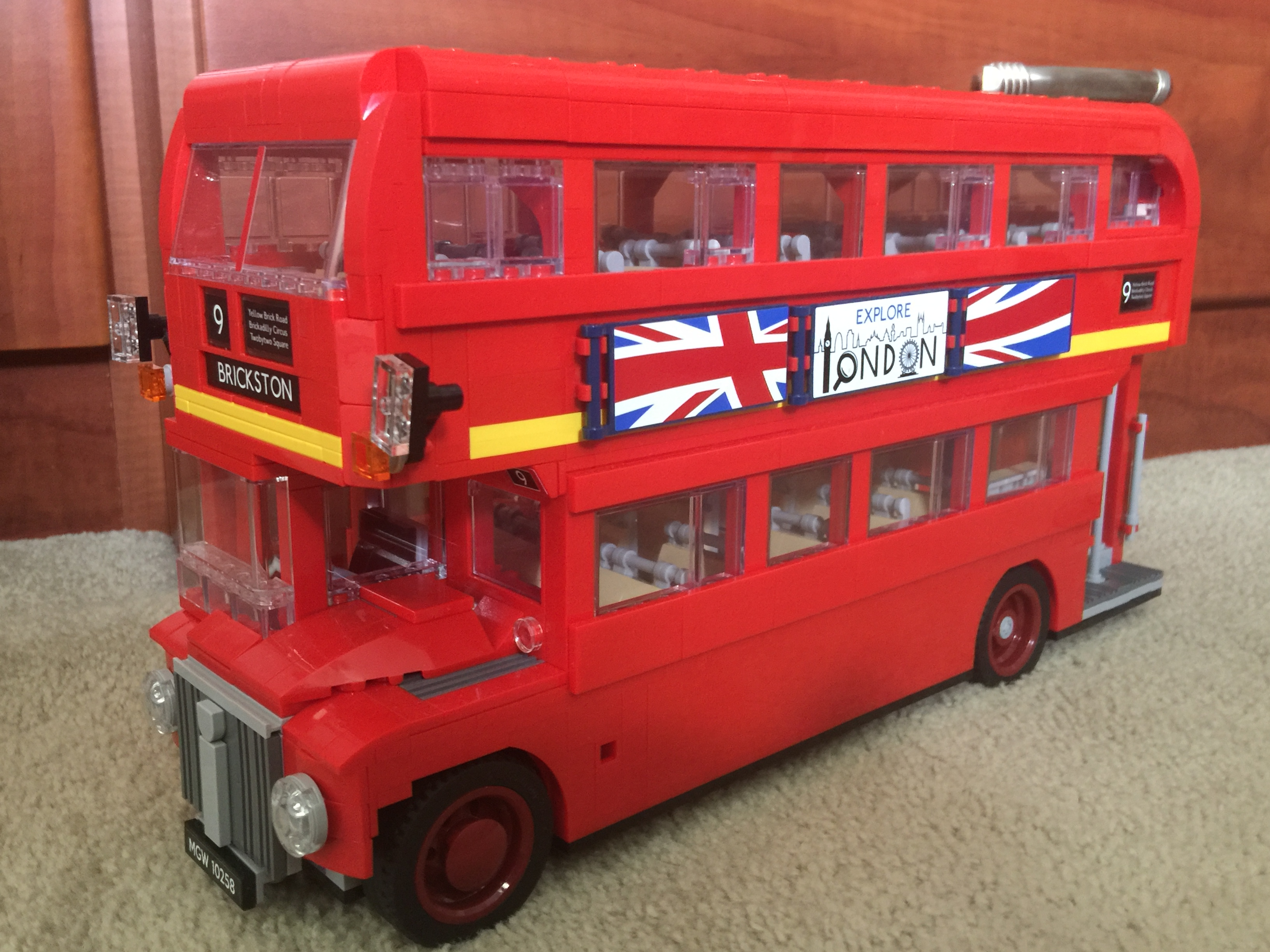
Un modelo de Lego que representa una vida real London Bus.

Icono de Lego Creator Expert utilizado en los últimos años.

En 2013, Lego fusionó sus modelos con técnicas avanzadas de construcción y gran cantidad de piezas en la línea Creator, bajo el subtema de Creator Expert, siendo el primero de ellos el edificio modular 10232 Palace Cinema a partir de la versión de marzo de 2013. Anteriormente, los sets avanzados pertenecían a la categoría Lego Model Team, hasta que el etiquetado fue eliminado en 1999. Después del Model Team, los sets avanzados no tenían etiquetado en la caja y típicamente solo se vendían como exclusivos. Los sets exclusivos previamente lanzados se vendieron bajo la marca Creator Expert, y algunos recibieron un nuevo empaquetado actualizado, como el 10220 Volkswagen T1 Camper Van que se lanzó originalmente en 2011.
Creator Expert se anuncia específicamente para adolescentes y adultos. Creator Expert normalmente hace lanzamientos anuales que siguen temáticas como Winter Village; una línea de productos lanzada por primera vez en 2009 centrada en temática de las vacaciones de invierno, Modular Buildings; una serie de estructuras urbanas, casas y comercios lanzadas por primera vez en 2007, y modelos basados en vehículos del mundo real.